# Asura rubricosa
Asura rubricosa là một loài bướm đêm thuộc phân họ Arctiinae, họ Erebidae.